# Sul ponticello
Sul ponticello, Kürzel s. p. (italienisch „am Steg“) ist eine Spielanweisung für Streichinstrumente, bei welcher der Bogen möglichst nahe am Steg geführt werden soll. Dadurch werden verstärkt hohe Obertöne angeregt und eine insgesamt scharfe Klangfarbe erzeugt (im Gegensatz zu dem weichen Klang des flautando bzw. „sul tasto“). Sehr effektvoll, und auch u. a. gerne in Filmmusiken verwendet, ist die gleichzeitige Verwendung von sul ponticello und Tremoli.